# 黄毛无心菜
黄毛无心菜（学名：Arenaria auricoma）是石竹科无心菜属的植物，是中国的特有植物。分布于中国大陆的云南等地，生长于海拔4,200米至4,750米的地区，一般生长在山坡砂地，目前尚未由人工引种栽培。